# Paul Kutter

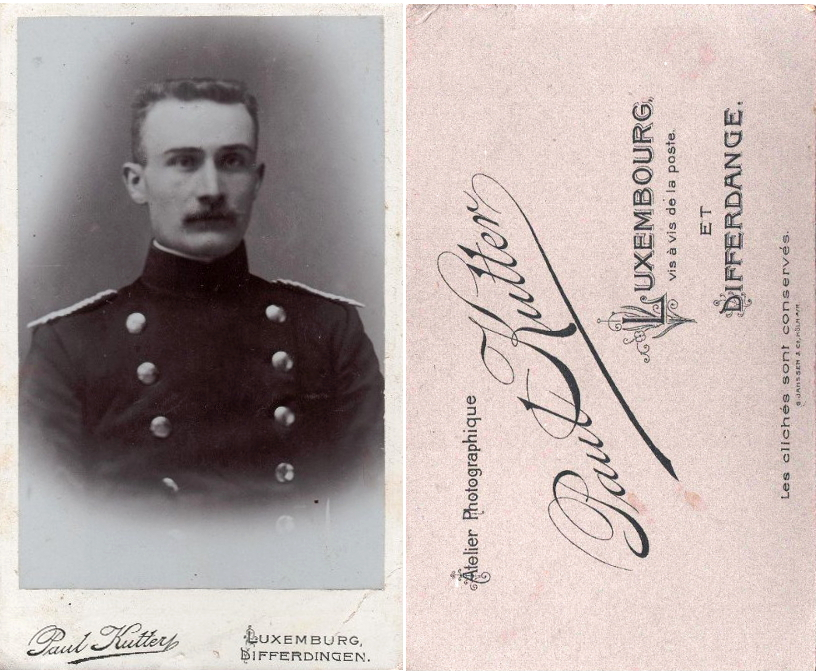
Paul Kutter: fotografická vizitka

Paul Robert Kutter (5. října 1863, Flums – 15. března 1937, Lucemburk) byl jedním z prvních průkopníků fotografie v Lucembursku. Pocházel ze švýcarského Flumsu a své první studio otevřel v roce 1883 poblíž lucemburského Bocku. Jeho syn Edouard i jeho vnuk Edouard pokračovali v rodinném podniku v Lucemburku po celou řadu let.

## Život a dílo
Své první fotostudio otevřel v roce 1883 na rue Wiltheim č.p. 3 poblíž lucemburského Bocku. V roce 1904 přemístil své podnikání na rue du Génie č.p. 3, (nyní ulice Monterey), kde do roku 1903 pracoval fotograf Charles Bernhoeft.
Kutterův prvorozený syn Edouard Frédéric Henri (1887–1978), se přidal ke svému otci jako učeň v roce 1898. Paul Kutter měl ještě tři další syny a sice: Joseph Kutter (1894–1941), jeden z významných lucemburských malířů; Bernard (1889–1961), který také fotografoval; a Paul Kutter junior (1899-1941). Měl také dceru Catherine Louise Marie (1891–1958). Jeho syn Edouard i jeho vnuk Edouard pokračovali v rodinném podniku v Lucemburku po celou řadu let.
Některé z jeho fotografií jsou uloženy ve veřejně přístupných archivech Lucemburské Photothèque.

## Galerie

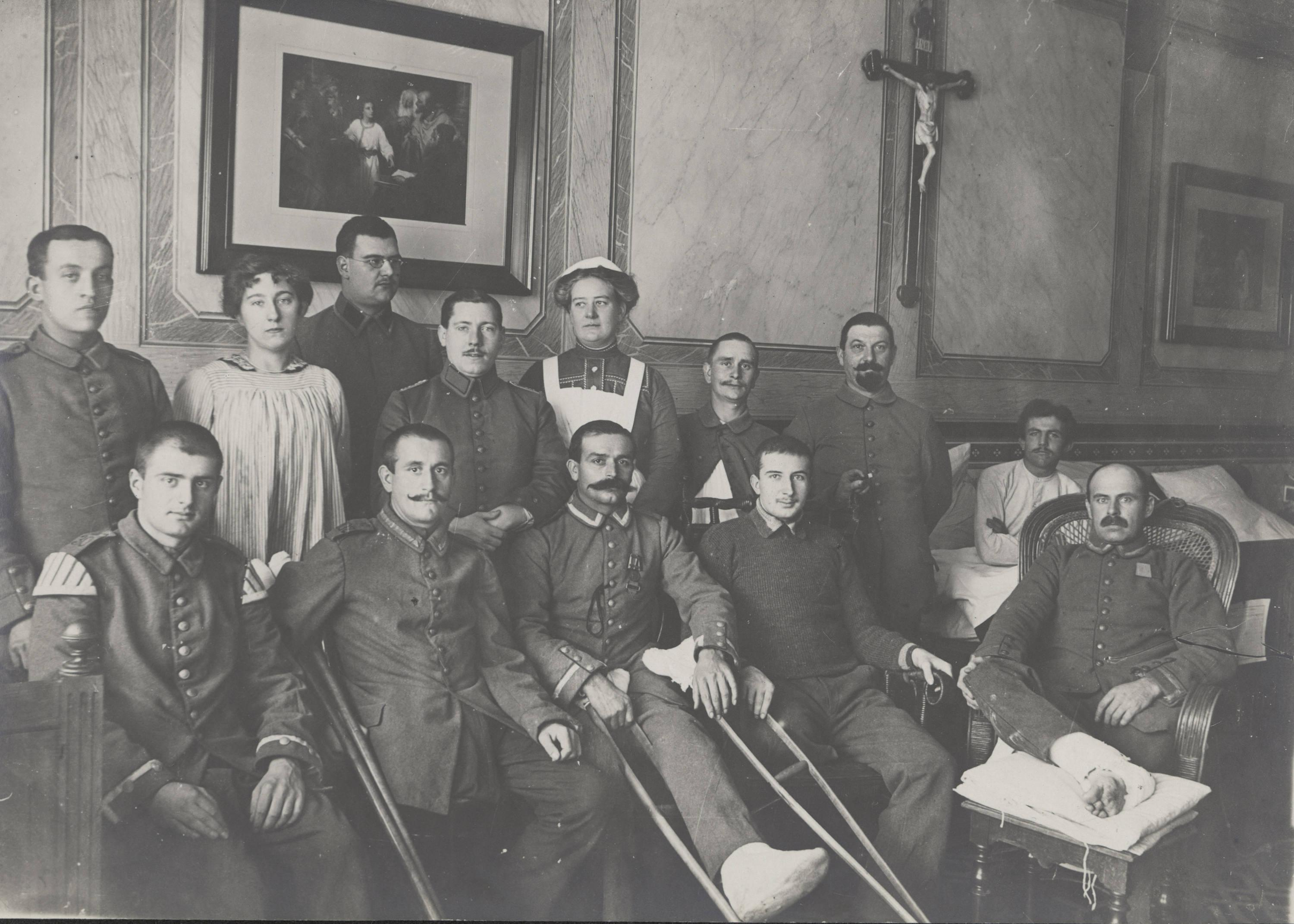
Soldats allemands blessés à Eich
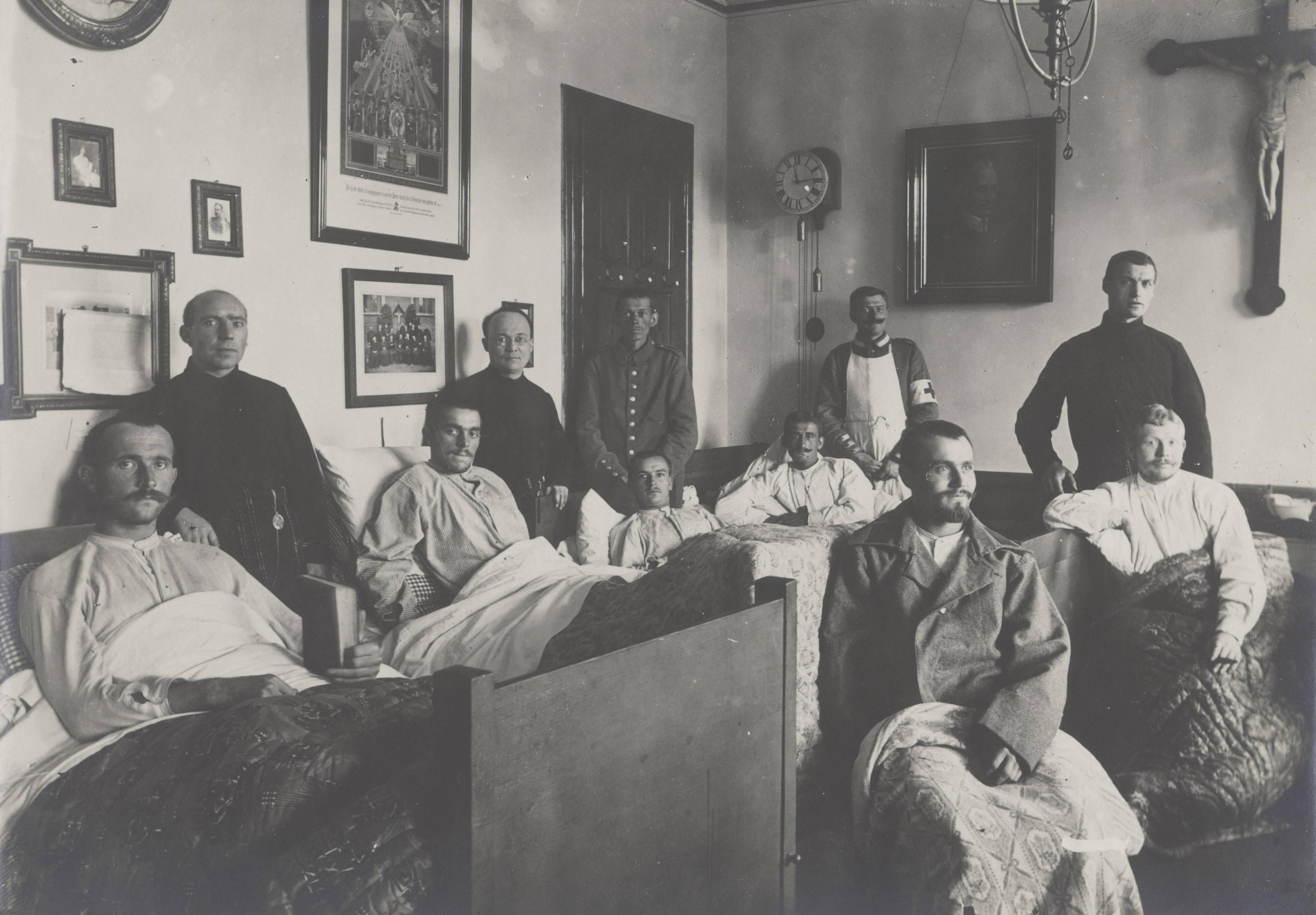
Soldats français blessés à Eich
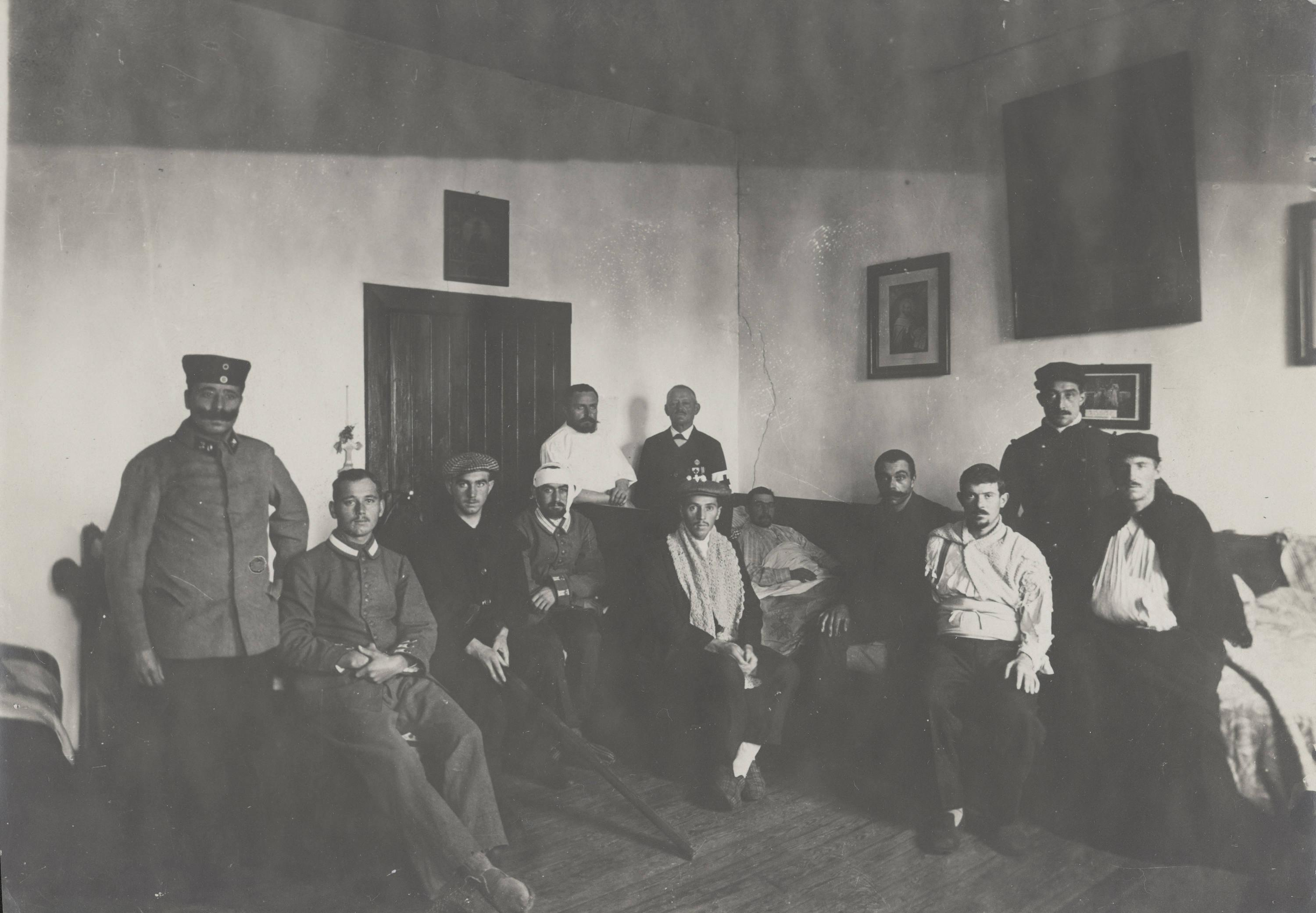
Soldats français et allemands blessés
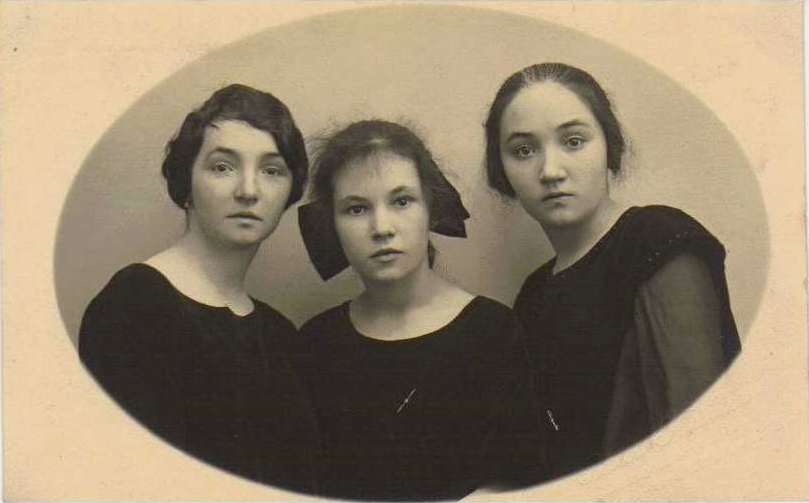
Famill Witry vu Stroossen
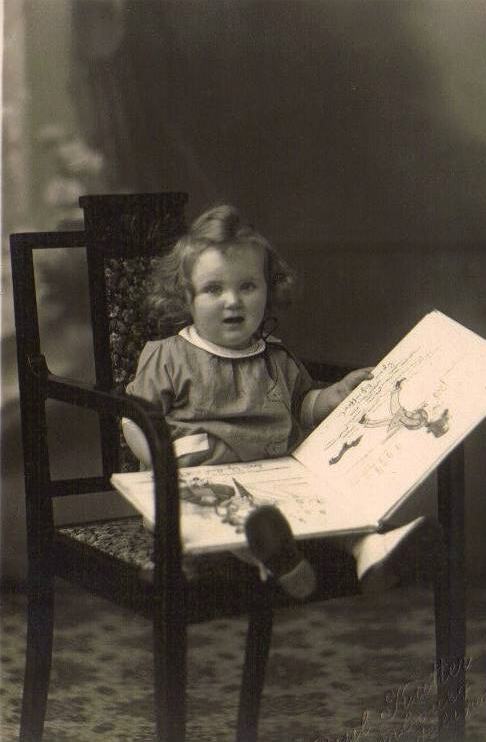
Famill Witry vu Stroossen
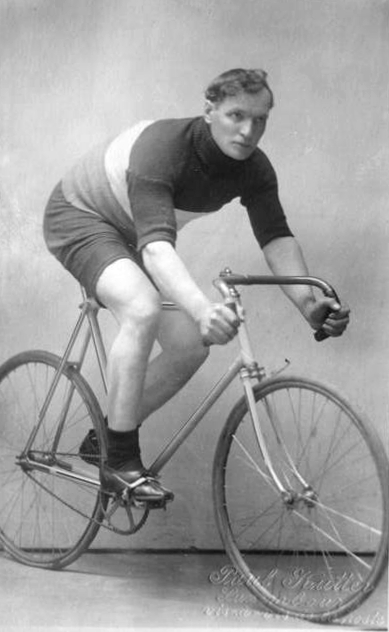
François Theisen
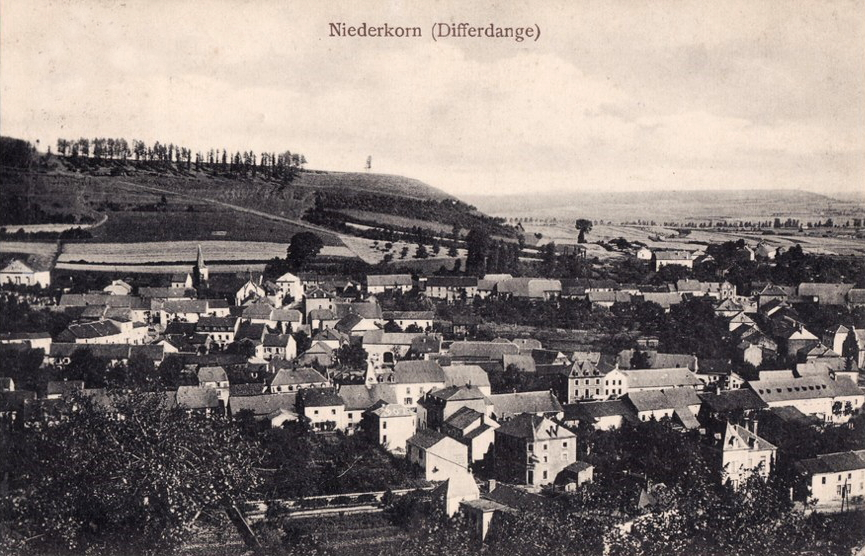
Nidderkuer, 1911